# Neriene herbosa
Neriene herbosa är en spindelart som först beskrevs av Ryoji Oi 1960.  Neriene herbosa ingår i släktet Neriene och familjen täckvävarspindlar. Inga underarter finns listade i Catalogue of Life.